# Fortuna '54 in het seizoen 1965/66
Het seizoen 1965/1966 was het 12e jaar in het bestaan van de Geleense betaaldvoetbalclub Fortuna '54. De club kwam uit in de Eredivisie en eindigde daarin op de negende plaats. Tevens deed de club mee aan het toernooi om de KNVB Beker, hierin werd de club in de groepsfase uitgeschakeld.

## Wedstrijdstatistieken

### Eredivisie
|       | ADO   | Ajax  | DOS   | DWS   | Elinkwijk | Feijenoord | Go Ahead | GVAV  | Heracles | MVV   | PSV   | Sparta | Telstar | FC Twente '65 | Willem II |
| ----- | ----- | ----- | ----- | ----- | --------- | ---------- | -------- | ----- | -------- | ----- | ----- | ------ | ------- | ------------- | --------- |
| Thuis | 2 – 1 | 2 – 1 | 0 – 1 | 1 – 3 | 3 – 0     | 1 – 1      | 0 – 4    | 0 – 0 | 1 – 0    | 3 – 3 | 2 – 1 | 4 – 3  | 2 – 1   | 1 – 3         | 1 – 0     |
| Uit   | 1 – 1 | 5 – 1 | 2 – 2 | 4 – 1 | 3 – 2     | 1 – 0      | 0 – 0    | 2 – 0 | 1 – 1    | 5 – 0 | 2 – 2 | 2 – 1  | 3 – 0   | 1 – 0         | 0 – 2     |

### KNVB Beker
| Groepsfase                                        | Fortuna '54                               | 2 – 0 (0 – 0) | Wilhelmina                            |
| 19 september 1965 Plaats: Geleen Mauritsstadion   | Jean Munsters 56' (pen.) Chris Coenen 62' |               |                                       |
| Groepsfase                                        | VVV                                       | 2 – 2 (1 – 1) | Fortuna '54                           |
| 7 november 1965 Plaats: Venlo De Kraal            | Jean Thans 38', 78'                       |               | 44' Carel Breikers 85' Piet van Rhijn |
| Groepsfase                                        | FC Den Bosch/BVV                          | 1 – 0 (0 – 0) | Fortuna '54                           |
| 2 januari 1966 Plaats: 's-Hertogenbosch De Vliert | Wim van Helvoort 57'                      |               |                                       |

## Statistieken Fortuna '54 1965/1966

### Eindstand Fortuna '54 in de Nederlandse Eredivisie 1965 / 1966
| Stand | Gespeeld | Gewonnen | Gelijk | Verloren | Punten | Doelpunten voor | Doelpunten tegen |
| ----- | -------- | -------- | ------ | -------- | ------ | --------------- | ---------------- |
| 9e    | 30       | 9        | 8      | 13       | 26     | 36              | 54               |

### Topscorers
| #      | Naam             | Goal |
| ------ | ---------------- | ---- |
| 1.     | Chris Coenen     | 7    |
| 2.     | Carel Breikers   | 4    |
| 2.     | Ton Golsteijn    | 4    |
| 4.     | Peter Benen      | 3    |
| 4.     | Bart Carlier     | 3    |
| 4.     | Pierre Custers   | 3    |
| 4.     | Piet van Rhijn   | 3    |
| 8.     | Gène Gerards     | 2    |
| 8.     | Harry Golsteijn  | 2    |
| 10.    | Harry Brüll      | 1    |
| 10.    | Zef Dullens      | 1    |
| 10.    | Cor van der Hart | 1    |
| 10.    | Herman Jacobs    | 1    |
| 10.    | André Piters     | 1    |
| Totaal | Totaal           | 36   |

| #      | Naam           | Goal |
| ------ | -------------- | ---- |
| 1.     | Carel Breikers | 1    |
| 1.     | Chris Coenen   | 1    |
| 1.     | Jean Munsters  | 1    |
| 1.     | Piet van Rhijn | 1    |
| Totaal | Totaal         | 4    |

## Voetnoten
ADO ·
Ajax ·
DOS ·
DWS ·
Elinkwijk ·
Feijenoord ·
Fortuna '54 ·
Go Ahead ·
GVAV ·
Heracles ·
MVV ·
PSV ·
Sparta ·
Telstar ·
FC Twente '65 ·
Willem II